# Йорген Перссон (кінооператор)
Йо́рген Пе́рссон (швед. Jörgen Persson, повне ім'я А́льф Йо́рген Пе́рссон (швед. Alf Jörgen Persson); нар. 10 вересня 1936, Гельсінборг, Швеція) — шведський кінооператор.

## Біографія
Закінчив Кінематографічну школу при Шведському кіноінституті. Знімав рекламні і короткометражні стрічки. У 1965 почав співпрацювати з Бу Відербергом, з яким зняв згодом декілька стрічок. Серед режисерів, з якими постійно співпрацював Перссон, — Білле Аугуст, Лів Ульман, Йоран Граффман, Ганс Альфредсон.

## Фільмографія (вибіркова)
| Рік       |      | Назва українською                                | Оригінальна назва                                          | Режисер                     |
| --------- | ---- | ------------------------------------------------ | ---------------------------------------------------------- | --------------------------- |
| 1965      | к/м  | Про боротьбу з відьмами                          | On Fighting Witches                                        | Роберт Шей                  |
| 1966      |      | Ура, Роланд!                                     | Heja Roland!                                               | Бу Відерберг                |
| 1967      |      | Ельвіра Мадіґан                                  | Elvira Madigan                                             | Бу Відерберг                |
| 1968      | док. | Білий спорт                                      | Den vita sporten                                           |                             |
| 1969      |      | Одален 31                                        | Ådalen 31                                                  | Бу Відерберг                |
| 1970      |      | Шведська історія кохання                         | En kärlekshistoria                                         | Рой Андерссон               |
| 1970      |      | Магічне коло                                     | en magiska cirkeln                                         | Пер Берглунд                |
| 1971      |      | Джо Гілл                                         | Joe Hill                                                   | Бу Відерберг                |
| 1971      |      | Ніклас та інші                                   | Niklas och Figuren                                         | Ульф Андреє                 |
| 1973      |      | Очима восьми (епізод Десятиборство)              | Visions of Eight                                           | Мілош Форман                |
| 1973      |      | Жменя любові                                     | En handfull kärlek                                         | Вільгот Шеман               |
| 1973      |      | Кохання приходить непомітно                      | Love Comes Quietly                                         | Ніколай ван дер Гейде       |
| 1974      |      | Врятуйте, доктор тоне!                           | Help, de dokter verzuipt!                                  | Ніколай ван дер Гейде       |
| 1974      |      | Незнайомець прибув на потягу                     | Gangsterfilmen                                             | Ларс Г. Телестам            |
| 1975      |      | Йдемо в казино!                                  | Kom till Casino!                                           | Геста Бернгард, Мілле Шмідт |
| 1975      |      | Безглузді пригоди Шерлока Джонса                 | De dwaze Lotgevallen van Sherlock Jones                    | Ніколай ван дер Гейде       |
| 1977      |      | Бар Гемпа                                        | Hempas bar                                                 | Ларс Г. Телестам            |
| 1979      |      | Восьмий день                                     | Den Åttonde dagen                                          | Андерс Грьонрос             |
| 1979      | т/с  | Мадікен                                          | Madicken                                                   | Йоран Граффман              |
| 1979      |      | Ти з глузду з'їхала, Мадікен                     | Du är inte klok, Madicken                                  | Йоран Граффман              |
| 1980      |      | Князь пітьми                                     | Prins hatt under jorden                                    | Петер Гальд, Нінне Олссон   |
| 1980      |      | Чартерний рейс                                   | Sällskapsresan eller Finns det svenskt kaffe på grisfesten | Лассе Оберг, Петер Гальд    |
| 1980      |      | Мадікен з Юнібаккена                             | Madicken på Junibacken                                     | Йоран Граффман              |
| 1981      |      | Півень                                           | Tuppen                                                     | Лассе Халльстрьом           |
| 1981      |      | Нехитре вбивство                                 | Den enfaldige mördaren                                     | Ганс Альфредсон             |
| 1983      |      | Шум в Бендерах                                   | Kalabaliken i Bender                                       | Матс Арен                   |
| 1983      |      | P & B                                            | P & B                                                      | Ганс Альфредсон             |
| 1984      |      | Проект Лазер                                     | Slagskämpen                                                | Том Клеґґ                   |
| 1984      |      | Оке і його світ                                  | Åke och hans värld                                         | Аллан Едвалль               |
| 1985      |      | Невірна вода                                     | Falsk som vatten                                           | Ганс Альфредсон             |
| 1985      |      | Моє собаче життя                                 | Mitt liv som hund                                          | Лассе Халльстрьом           |
| 1986      |      | Зміїна стежка в скелях                           | Ormens väg på hälleberget                                  | Бу Відерберг                |
| 1987      |      | Аїда                                             | Aida                                                       | Клаас Фельбом               |
| 1987      |      | Пелле-завойовник                                 | Pelle erobreren                                            | Білле Аугуст                |
| 1988      |      | Вовчий час                                       | Vargens tid                                                | Ганс Альфредсон             |
| 1989      |      | Жінки на даху                                    | Kvinnorna på taket                                         | Карл-Густав Нюквіст         |
| 1989      |      | Петер і Петра                                    | Peter och Petra                                            | Аґнета Елерс-Янеман         |
| 1989      | т/ф  | Довга дорога додому                              | Vägen hem                                                  | Колін Натлі                 |
| 1990      |      | Блек Джек                                        | BlackJack                                                  | Колін Натлі                 |
| 1991      | т/с  | Добрі наміри                                     | Den goda viljan                                            | Білле Аугуст                |
| 1991      |      | Добрі наміри                                     | Den goda viljan                                            | Білле Аугуст                |
| 1992-1993 | т/с  | Пригоди молодого Індіани Джонса                  | The Young Indiana Jones Chronicles                         |                             |
| 1992      |      | Софія                                            | Sofie                                                      | Лів Ульман                  |
| 1992      | к/м  | Одягання                                         | Påklädningen                                               | Ларс Мульбак                |
| 1993      |      | Будинок духів                                    | The House of the Spirits                                   | Білле Аугуст                |
| 1994      | т/ф  | Цорн                                             | Zorn                                                       | Гуннар Хелльстрьом          |
| 1995      |      | Біла брехня                                      | Vita lögner                                                | Матс Арен                   |
| 1996      |      | Єрусалим                                         | Jerusalem                                                  | Білле Аугуст                |
| 1997      |      | Снігове чуття Смілли                             | Smilla's Sense of Snow                                     | Білле Аугуст                |
| 1997      |      | Підкоп в Китай                                   | Digging to China                                           | Тімоті Гаттон               |
| 1998      |      | Знедолені                                        | Les Misérables                                             | Білле Аугуст                |
| 2000      |      | Невірна                                          | Trolösa                                                    | Лів Ульман                  |
| 2000      | т/ф  | Пригоди молодого Індіани Джонса: Пастки Купідона | The Adventures of Young Indiana Jones: The Perils of Cupid | Білле Аугуст, Майк Ньюелл   |
| 2001      |      | Пісня для Мартіна                                | En sång för Martin                                         | Білле Аугуст                |
| 2008      |      | Вовк                                             | Varg                                                       | Даніель Альфредсон          |
| 2010      |      | Підпорядкування                                  | Underkastelsen                                             | Стефан Ярл                  |

## Визнання та нагороди
| Рік                              | Категорія               | Номінант              | Результат |
| -------------------------------- | ----------------------- | --------------------- | --------- |
| Премія BAFTA                     |                         |                       |           |
| 1969                             | Найкращий оператор      | Ельвіра Мадіґан       | Номінація |
| Премія Золотий жук               |                         |                       |           |
| 1987                             | Спеціальний приз журі   | Спеціальний приз журі | Перемога  |
| 1995                             | Найкращий оператор      | Цорн                  | Номінація |
| 2002                             | Найкращий оператор      | Пісня для Мартіна     | Номінація |
| Премія «Роберт»                  |                         |                       |           |
| 1988                             | Найкращий оператор      | Пелле-завойовник      | Перемога  |
| Спільнота кінокритиків Нью-Йорка |                         |                       |           |
| 1988                             | Найкращий оператор      | Пелле-завойовник      | 3-є місце |
| Премія Європейської кіноакадемії |                         |                       |           |
| 1989                             | Найкращий оператор року | Жінки на даху         | Перемога  |